# NGC 5531
NGC 5531 (другие обозначения — MCG 2-36-61, ZWG 74.155, PGC 50999) — линзообразная галактика (S0) в созвездии Волопас.
Этот объект входит в число перечисленных в оригинальной редакции «Нового общего каталога».